# Dick Cavett Meets ABBA
Dick Cavett Meets ABBA é um especial televisivo sueco-alemão de 1981, que conta com o grupo sueco de música pop ABBA sendo entrevistado pela personalidade da televisão norte-americana Dick Cavett. O grupo também subiu ao palco, cantando nove músicas em um chamado "mini-concerto". Uma transmissão única, o especial foi produzido pelas empresas suecas Polar Music e SVT, e pela empresa alemã ZDF, e filmado em Estocolmo, capital da Suécia, e apresentada como "Dick Cavett Meets ABBA".